# Cantone di Caumont-l'Éventé
Il Cantone di Caumont-l'Éventé era una divisione amministrativa dell'arrondissement di Bayeux.
A seguito della riforma approvata con decreto del 17 febbraio 2014, che ha avuto attuazione dopo le elezioni dipartimentali del 2015, è stato soppresso.

## Composizione
Comprendeva i comuni di:
- Anctoville
- Caumont-l'Éventé
- Cormolain
- Foulognes
- Hottot-les-Bagues
- La Lande-sur-Drôme
- Livry
- Longraye
- Saint-Germain-d'Ectot
- Sainte-Honorine-de-Ducy
- Sallen
- Sept-Vents
- Torteval-Quesnay
- La Vacquerie